# Булдаково (Арзамасский район)
Булдако́во  — село в составе Слизневского сельсовета Арзамасского района Нижегородской области России.

## Общие сведения
Располагается рядом с сёлами Ветошкино, Виняево на трассе Арзамас — Ардатов в 25 км от Арзамаса.

## Население
| 1999 | 2002 | 2010 |
| ---- | ---- | ---- |
| 226  | ↘192 | ↘156 |

## Улицы
- Свободы
- Трудовая
- Центральная